# Giuseppe Palomba
Giuseppe Palomba (prima del 1765 – dopo il 1825) è stato un librettista italiano.
Nipote del poeta e librettista Antonio Palomba, fu attivo a Napoli, dove forse era nato, tra il 1765 e il 1825. Scrisse oltre 300 libretti che furono messi in musica dai maggiori operisti dell'epoca. Anche se come vena poetica era inferiore allo zio Antonio, egli godette comunque di un'elevata notorietà nella sua epoca.

## Libretti
- Il corsaro algerino (musicato da Gennaro Astarita, 1765)
- La vedova capricciosa (musicato da Giacomo Insanguine, 1765)
- La donna di tutti i caratteri (musicato da Domenico Cimarosa, 1775)
- Il matrimonio in contrasto (musicato da Pietro Alessandro Guglielmi, 1776)
- Il fanatico per gli antichi romani (musicato da Domenico Cimarosa, 1777)
- L'Armida immaginaria (musicato da Domenico Cimarosa, 1777)
- I fuorusciti (musicato da Pietro Alessandro Guglielmi, 1777)
- I matrimoni per inganno (musicato da Giuseppe Curcio, 1779)
- Il raggiratore di poca fortuna (musicato da Pietro Alessandro Guglielmi, 1779)
- Narcisso (musicato da Pietro Alessandro Guglielmi, 1779)
- I finti nobili (musicato da Domenico Cimarosa, 1780)
- Il millantatore (musicato da Giuseppe Curcio, 1780)
- La dama avventuriera (musicato da Pietro Alessandro Guglielmi, 1780)
- L'albergatrice vivace (musicato da Luigi Caruso, 1780)
- Il falegname (musicato da Domenico Cimarosa, 1780)
- Le nozze in commedia (musicato Pietro Alessandro Guglielmi, 1781)
- Il matrimonio in commedia (musicato da Luigi Caruso, 1781)
- L'amante combattuto dalle donne di punto (musicato da Domenico Cimarosa, 1781)
- La fiera di Brindisi (musicato da Giuseppe Giordani, 1781)
- Lo sposo di tre, e marito di nessuna (musicato da Giuseppe Giordani, 1781; musicato da Francesco Gnecco, 1793)
- Il convito (musicato da Giuseppe Giordani, 1782)
- La semplice ad arte (musicato da Pietro Alessandro Guglielmi, 1782)
- La ballerina amante (musicato da Domenico Cimarosa, 1782)
- Il vecchio burlato (musicato da Luigi Caruso, 1783)
- I due baroni di Rocca Azzurra (musicato da Domenico Cimarosa, 1783)
- La villana riconosciuta (musicato da Domenico Cimarosa, 1783)
- Chi dell'altrui si veste presto si spoglia (musicato da Domenico Cimarosa, 1783)
- La Quakera spiritosa (musicato da Pietro Alessandro Guglielmi, 1783)
- La donna amante di tutti, e fedele a nessuno (musicato da Pietro Alessandro Guglielmi, 1783)
- L'intrigo delle mogli (musicato da Giuseppe Gazzaniga, 1783)
- Le quattro stagioni (musicato da Luigi Caruso, 1784)
- Puntigli e gelosie tra moglie e marito (musicato da Luigi Caruso, 1784)
- Le tre fanatiche (musicato da Gaetano Andreozzi, 1785)
- La donna sempre al suo peggior s'appiglia (musicato da Domenico Cimarosa, 1785)
- Le gare generose
- L'inganno amoroso (musicato da Pietro Alessandro Guglielmi, 1786)
- Le astuzie villane (musicato da Pietro Alessandro Guglielmi, 1786)
- La convulsione (musicato da Luigi Caruso, 1787; musicato da Giuseppe Curcio, 1787)
- Gli amanti trappolieri (musicato da Vincenzo Fabrizi, 1787)
- Gl'inganni delusi (musicato di Pietro Alessandro Guglielmi, 1789)
- La serva innamorata (musicato da Pietro Alessandro Guglielmi, 1790)
- Le false apparenze (musicato da Pietro Alessandro Guglielmi, 1791)
- Amor tra le vendemmie (musicato da Pietro Alessandro Guglielmi, 1792)
- Il medico parigino o sia L'amalato per amore (musicato da Gennaro Astarita, 1792)
- Il fanatico per gli antichi romani (musicato da Giuseppe Palomba, 1792)
- I traci amanti (musicato da Domenico Cimarosa, 1793)
- La lanterna di Diogene (musicato da Pietro Alessandro Guglielmi, 1793)
- Admeto (musicato da Pietro Alessandro Guglielmi, 1794)
- Le astuzie femminili (musicato da Domenico Cimarosa, 1794)
- La pupilla astuta (1794)
- La serva innamorata (1794)
- L'uomo indolente (musicato da Giuseppe Farinelli, 1795)
- L'astuta in amore, ossia Il furbo malaccorta (musicato da Valentino Fioravanti, 1795)
- L'indolente (musicato da Francesco Gnecco, 1797)
- Le nozze a dispetto (musicato da Giuseppe Curcio, 1797)
- Le cantatrici villane (musicato da Valentino Fioravanti, 1799)
- Gli amanti in cimento (musicato da Pietro Carlo Guglielmi, 1800)
- La fiera (musicato da Pietro Carlo Guglielmi, 1801)
- Le convenienze teatrali (musicato da Pietro Carlo Guglielmi, 1801)
- La serva bizzarra (musicato da Pietro Carlo Guglielmi, 1803)
- Il naufragio fortunato (musicato da Pietro Carlo Guglielmi, 1804)
- L'equivoco fra gli sposi (musicato da Pietro Carlo Guglielmi, 1804)
- Amor tutto vince (musicato da Pietro Carlo Guglielmi, 1805)
- Bref il sordo (musicato da Luigi Capotorti, 1805)
- La sposa del Tirolo (musicato da Pietro Carlo Guglielmi, 1806)
- Amori e gelosie tra congiunti (musicato da Pietro Carlo Guglielmi, 1807)
- Le nozze in campagna (musicato da Pietro Carlo Guglielmi, 1807)
- Le due simili in una (musicato da Pietro Carlo Guglielmi, 1811)
- Amori all'armi (musicato da Giuseppe Mosca, 1812)
- L'avaro (musicato da Giacomo Cordella, 1814)
- La gazzetta (musicato da Gioachino Rossini, 1816)
- L'amore e dispetto (musicato da Pietro Carlo Guglielmi, 1816)
- Lo scaltro millantatore (musicato da Giacomo Cordella, 1819)
- I due furbi (musicato da Giacomo Cordella, 1835)